# 总前委、三野司令部驻地旧址
总前委、三野司令部驻地旧址位于中国江苏省镇江丹阳市云阳街道，由总前委旧址和三野司令部驻地旧址组成。
总前委旧址位于城河路宝塔弄5号，原为戴则钧私宅，俗称戴家花园。1949年5月，总前委从南京到达丹阳并在此驻扎，期间主要筹划了上海战役及后续的接管工作，5月20日首届上海市人民政府在此成立。建筑前有门楼，内有两层砖混结构的主楼一栋和平房若干，前有庭院，今为上海战役总前委旧址纪念馆，与其一街之隔的城河路61号为华东财经委员会旧址。
三野司令部驻地旧址位于东门外大街江南嘉园小区内，原为当地乡绅胡甲皆私宅，三间两厢，建于1932年，1949年4月至5月为第三野战军司令部驻地，今为丹阳市文管委办公室。

## 图集
- 总前委旧址